# Toumani Diabaté
Pour les articles homonymes, voir Diabaté.
Toumani Diabaté est un musicien malien, né le 10 août 1965 à Bamako et mort dans la même ville le 19 juillet 2024.
Il est considéré comme l’un des plus grands joueurs de kora.

## Biographie
Né en 1965, Toumani Diabaté appartient à une famille où l'on est griot de père en fils, dans laquelle il représente la soixante-et-onzième génération. Son ancêtre, Djelimakan Diabaté, qui reçut la kora originelle de façon magique, était le djéli (le griot au Mali) d’un général de l’illustre Soundiata Keita, fondateur de la dynastie, qui accompagnait son maître partout pour colporter ensuite ses exploits.
Toumani Diabaté est le fils de la diva Nama Koïta et de Sidiki Diabaté (1922-1996), joueur de kora d’une notoriété légendaire dans toute l’Afrique de l'Ouest surnommé le « roi de la kora ». Il est également le cousin du joueur de kora Mamadou Diabaté.
Toumani Diabaté a commencé à apprendre à jouer dès l’âge de cinq ans. À treize ans, il participe à la Biennale du Mali avec l’Ensemble de Koulikoro qui remporte le prix du meilleur orchestre traditionnel. Il rejoint alors l’Ensemble instrumental national du Mali.
Toumani Diabaté a joué avec la chanteuse Kandia Kouyaté, le grand joueur de kora Ballaké Sissoko, avec Taj Mahal, ainsi qu’avec Ali Farka Touré avec qui il produit en 2005 l'album In the Heart of the Moon.
La chanson Tapha Niang fait partie de la bande originale du jeu vidéo onirique au succès mondial LittleBigPlanet sorti en 2008. À la suite d'un début de polémique au sujet de l'utilisation de deux vers du Coran dans les paroles de la chanson (le mélange musique et textes sacrés serait considéré comme offensant par certaines interprétations de l'Islam), afin de ménager les susceptibilités, Sony Computer Entertainment choisit de faire figurer une version instrumentale de Tapha Niang dans la version finale du jeu.
Âgé de 58 ans, Toumani Diabaté meurt le 19 juillet 2024 à Bamako au Mali des suites d’une courte maladie.

### Famille
Toumani Diabaté est le père de Sidiki Diabaté Balla Diabaté et Ahmed Diabaté  Il est le cousin de Mamadou Diabaté. Il est également le fils de Sidiki Diabaté (1922-1996) et le frère de Mamadou Sidiki Diabaté dit Madou.

## Discographie
- 1987 : Kaira (Hannibal)

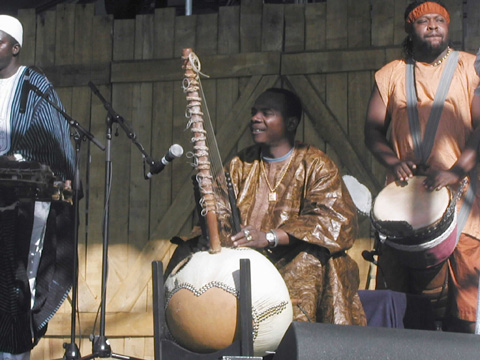
Toumani Diabaté en 2007.

- 1988 : Songhai (Nuevos Medios) invité de Ketama
- 1994 : Songhai II (Nuevos Medios) aussi avec Ketama
- 1995 : Djélika (Hannibal)
- 1999 : Nouvelles Cordes Anciennes avec Ballaké Sissoko (Hannibal-Ryko / Harmonia mundi)
- 1999 : Kulanjan avec Taj Mahal (Rykodisc)
- 2002 : Jarabi (Best of) « Master of Kora » (Hannibal)
- 2003 : Mali Cool avec Roswell Rudd (Soundscape)
- 2005 : In The Heart Of The Moon avec Ali Farka Touré et Ry Cooder (World Circuit)
- 2006 : Boulevard de l'Indépendance (World Circuit)
- 2008 : The Mandé variations
- 2010 : Ali & Toumani avec Ali Farka Touré (World Circuit/Nonesuch Records)
- 2011 : A Curva da Cintura avec Arnaldo Antunes et Edgard Scandurra (Mais Um Discos / Differ-ant)
- 2014 : Toumani & Sidiki avec Sidiki Diabaté (World Circuit)
- 2017 : Lamomali avec Matthieu Chedid, Sidiki Diabaté, Fatoumata Diawara
- 2021 : Kôrôlén avec le London Symphony Orchestra (World Circuit)
- 2022 : Toumani, Family & Friends
- 2023 : The Sky Is The Same Colour Everywhere avec Kayhan Kalhor (Real World)[5]
- 2025 : Totem (Lamomali)

## Collaborations
- AfroCubism (2010)
- Playing for Change [6]
- Silkroad Ensemble, Sing me home (2016) [7]
- Lamomali (2017)
- Totem (Lamomali) (2025)

## Compilation
- 2010 : King of the Kora: an introduction.

## Distinctions
L'album Songhai obtient le Prix au meilleur album étranger de l'année 1988 du New Musical Express.
L'album In the Heart of the Moon obtient le Grammy Award du meilleur album traditionnel de musique du monde décerné le 8 février 2006.
Le 13 février 2011, Ali Farka Touré et Toumani Diabaté ont remporté le Grammy du meilleur album de musique traditionnelle lors de la 53e cérémonie, à Los Angeles, pour leur album Ali and Toumani.

### Documentaires
- Bamako is a Miracle de Maurice Engler, Arnaud Robert et Samuel Chalard (Afro Blue, Genève 2003).
- Toumani Diabaté - Koraklänge aus dem Land der Flusspferde de Martina Pfaff (WDR, Cologne 2007).